# Nathan Earle
Nathan Earle (* 4. Juni 1988) ist ein australischer Radrennfahrer.

## Karriere
Earle belegte bei der Ozeanienmeisterschaft 2009 belegte er den dritten Platz im Straßenrennen der U23-Klasse. 2010 siegte er im Eintagesrennen Grafton to Inverell Cycle Classic. 
Im Jahr 2011 gewann Earle mit drei Etappen der Tour of Wellington seine ersten Wettbewerbe des internationalen Kalenders. In den folgenden Jahren gewann er weitere Abschnitte internationaler Etappenrennen. Zu den wichtigsten Erfolgen gehören die Gesamtwertungssiege des New Zealand Cycle Classic 2013 und der indonesischen Tour de Lombok 2017. Im Jahr 2017 belegte er darüber hinaus den zweiten Platz der Tour of Japan, einer Rundfahrt der ersten UCI-Kategorie.

## Erfolge
2011
- drei Etappen Tour of Wellington

2012
- zwei Etappen Tour of Borneo

2013
- Gesamtwertung und zwei Etappen New Zealand Cycle Classic
- eine Etappe Tour de Taiwan
- eine Etappe Tour of Japan

2017
- Bergwertung Tour of Thailand
- Gesamtwertung, zwei Etappen, Punkte- und Bergwertung Tour de Lombok

2018
- Bergwertung Herald Sun Tour